# Concordia

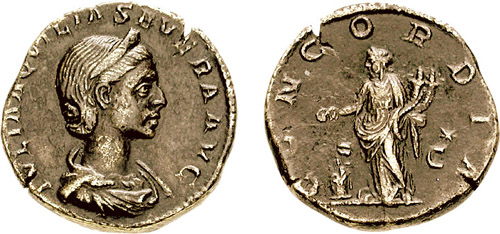
Sesterț cu soția lui Elagabalus, Aquilia Severa, pe verso apare zeița Concordia

În religia romană antică, Concordia  era zeița care personifica armonia în căsătorie și în societate. Echivalentul ei grecesc este de obicei considerat ca fiind Harmonia. Adesea a fost asociată cu Pax ("Pace") deoarece reprezintă o societate stabilă.
Concordia Augusta a fost subiectul unui cult imperial. Sunt frecvente inscripții dedicate acesteia în numele împăraților romani.

## Temple
Cel mai important templu al Concordiei a fost cel din partea de vest a Forului Roman, construit în 367 î.Hr. de Marcus Furius Camillus.  Ulterior, un templu mai mic dat tot atât de important va fi construit și în Porticul Liviei.